# Казе Преза (Удине)
Казе Преза је насеље у Италији у округу Удине, региону Фурланија-Јулијска крајина.
Према процени из 2011. у насељу је живело 38 становника. Насеље се налази на надморској висини од 117 м.